# Guillam Dubois
Guillam Dubois, Guillaume Dubois o Guiljam du Bois (Haarlem, 1625 - Haarlem, 1680) fou un pintor barroc neerlandès especialitzat en la pintura de paisatges.
Batejat el 6 de juliol de 1625, com a fill de Jean du Bois i Elisabeth Macqué, el 1646 va ingressar com a mestre independent en la Gremi de Sant Lluc encara que les primeres obres signades són dos anys anteriors. El fet més rellevant en la biografia de Guillam Dubois és el viatge que va realitzar a Alemanya el 1652 en companyia de Cornelis Bega, Dirck Helmbreker i Vincent Laurensz. van der Vinne, que va recollir en el seu quadern de viatge l'itinerari i les incidències del recorregut. Després de passar alguns mesos en Colònia, treballant per a Abraham Cuyper, i a Heidelberg va tornar a Haarlem al març de 1653.
Els paisatges de Guillam Dubois, amb elements recognoscibles dels voltants d'Haarlem basats en els nombrosos dibuixos previs que prenia del natural, estan influïts pels de Jacob Van Ruysdael, encara que tres anys més jove, i sobretot en els de Cornelis Vroom.